# Championnat de Belgique de football 1963-1964
Navigation
Saison précédente Saison suivante
Le championnat de Belgique de football 1963-1964 est la 61e saison du championnat de première division belge. Son nom officiel est « Division 1 ».
Le duel continue entre le Standard de Liège, champion en titre et le Sporting Anderlechtois, son principal rival. Cette fois, ce sont les bruxellois, emmenés par leur jeune attaquant Paul Van Himst, qui décrochent la récompense ultime pour la dixième fois de leur histoire. Ils devancent les surprenants joueurs de Beringen et le Standard.
Dans le bas du classement, les promus du FC Malines ne font pas le poids et sont directement relégués. L'avant-dernier est Berchem Sport, promu la saison précédente. Néanmoins, une affaire de tentative de corruption est découverte, impliquant l'autre promu, le K. FC Turnhout. Ce dernier est sanctionné d'une rétrogradation administrative en Division 2, ce qui permet à Berchem de se maintenir parmi l'élite.
Par ailleurs, cette saison est aussi celle durant laquelle la Coupe de Belgique renaît de ses cendres pour la 4e fois. La Gantoise remporte l'épreuve qui devient annuelle et ne connaît plus d'interruption dans sa planification.

## Clubs participants
Seize clubs prennent part à ce championnat, soit le même nombre que lors de l'édition précédente. Ceux dont le matricule est indiqué en gras existent toujours aujourd'hui.
| #  | Nom                                        | Mat. | Ville       | Stades                       | Entraîneur         | En D1 depuis (série) | Totalen D1 | Saison précédente |
| -- | ------------------------------------------ | ---- | ----------- | ---------------------------- | ------------------ | -------------------- | ---------- | ----------------- |
| 1  | Royal Sporting Club Anderlechtois          | 35   | Anderlecht  | Stade Émile Versé            | Pierre Sinibaldi   | 1935-1936 (27e)      | 33e        | 3e                |
| 2  | Royal Antwerp Football Club                | 1    | Anvers      | Bosuilstadion                | Karl Humenberger   | 1901-1902 (55e)      | 60e        | 2e                |
| 3  | Royal Beerschot Athletic Club              | 13   | Anvers      | Kiel                         | András Béres       | 1907-1908 (49e)      | 55e        | 12e               |
| 4  | Royal Berchem Sport                        | 28   | Berchem     | Het Rooi                     | Pieter Van De Ven  | 1962-1963 (2e)       | 31e        | 14e               |
| 5  | Koninklijke Beringen Football Club         | 522  | Beringen    | Mijnstadion                  | Arthur Ceuleers    | 1962-1963 (2e)       | 8e         | 13e               |
| 6  | Royal Cercle Sportif Brugeois              | 12   | Bruges      | Stade Edgard De Smedt        | Georges Meuris     | 1961-1962 (3e)       | 40e        | 11e               |
| 7  | Royal Football Club Brugeois               | 3    | Bruges      | De Klokke                    | Juan Schwanner     | 1959-1960 (5e)       | 42e        | 8e                |
| 8  | Royal Daring Club de Bruxelles             | 2    | Molenbeek   | Stade Oscar Bossaert         | Léonard Denayer    | 1959-1960 (5e)       | 43e        | 6e                |
| 9  | Koninklijke Football Club Diest            | 41   | Diest       | Stade De Warande             | Marcel Vercammen   | 1961-1962 (3e)       | 3e         | 10e               |
| 10 | Association Royale Athlétique La Gantoise  | 7    | Gentbrugge  | Stade Jules Otten            | Louis Verstraeten  | 1936-1937 (25e)      | 36e        | 4e                |
| 11 | Royal Football Club Liégeois               | 4    | Rocourt     | Stade Vélodrome Oscar Flesch | Branislav Sekulić  | 1945-1946 (19e)      | 35e        | 7e                |
| 12 | Royal Standard Club Liège                  | 16   | Sclessin    | Stade de Sclessin            | Auguste Jordan     | 1921-1922 (40e)      | 45e        | 1er               |
| 13 | Koninklijke Lierse Sportkring              | 30   | Lierre      | Stade Herman Vanderpoorten   | Staf Van den Bergh | 1953-1954 (11e)      | 29e        | 9e                |
| 14 | Koninklijke Football Club Malinois         | 25   | Malines     | Achter de Kazerne            | Oliver Gaspar      | 1963-1964 (1re)      | 29e        | Division 2 : 1er  |
| 15 | Koninklijke Sint-Truidense Voetbalverening | 373  | Saint-Trond | Stayenveld                   | Raymond Goethals   | 1957-1958 (7e)       | 7e         | 5e                |
| 16 | Koninklijke Football Club Turnhout         | 148  | Turnhout    | Villapark                    | ?                  | 1963-1964 (1re)      | 3e         | Division 2 : 3e   |

### Localisation des clubs
| FC Turnhout Anvers Lierse SK FC Malinois FC Brugeois CS Brugeois La Gantoise Anderlecht Daring CB FC Diest Beringen FC Sint-Truidense VV Standard CL FC Liégeois |

#### Localisation des clubs anversois
Les 3 cercles anversois sont :
(1) R. Antwerp FC
(2) R. Beerschot AC
 (3) R. Berchem Sport

## Déroulement de la saison

### Anderlecht directement devant
Dès l'entame de la compétition, le Sporting d'Anderlecht s'installe en tête et totalise 9 points sur 10 après cinq journées (1-1 contre le Beerschot). Le Standard (8, 4v) a subi une défaite (3-2) au Lierse mais est seul deuxième, devant la paire Beringen/FC Liégeois (8, 3v). Le Beerschot aurait pu émarger à ce groupe, mais il est surpris à Diest dans un match spectaculaire à la Warande (6-5). À ce moment de la saison, trois clubs n'ont pas encore gagné: St-Trond (3), les promus du FC Malinois (2) et le FC Brugeois (1).
Malgré un revers (3-1) au FC Liégeois, les « Mauves bruxellois » restent bien installés aux commandes. La surprise de la saison s'appelle Beringen. Les « Mineurs » sont un moment seuls deuxièmes après avoir battus le Standard (2-0). Un tenant du titre qui a aussi été accroché à l'Antwerp (1-1) et lors du derby contre le FC Liège (0-0). Si le Beerschot, après 4 victoires et 1 nul, reste dans la course et revient sur Beringen, la supériorité d'Anderlecht ne fait aucun doute quand il reçoit et corrige les « Rouges et Noirs » 6-0, lors de la 10e journée. Le « Malinwa » et le « Club Brugeois » ferment la marche avec 4 unités et 1 seule victoire, à trois longueurs du premier sauvé (St-Trond).
En fin de premier tour, Anderlecht concède deux partages (3-3 contre l'Antwerp et 2-2 au Standard), mais n'est pas réellement menacé car ses poursuivants les plus proches perdent également « des plumes »: trois partages pour les « Rouches », une défaite (à La Gantoise) et deux partages pour Beringen, pour deux revers (à Beringen et contre le Standard) pour le Beerschot. En fond de tableau, le FC Brugeois capitalise enfin et marque des points lors des quatre dernières rencontres. Les « Gazelles » remontent à la 14e place avec une victoire de mieux que St-Trond. Le FC Malinois qui n'a inscrit que cinq unités est clairement menacé.
| Classement le 29 décembre 1964 |                  |    |    |    |   |    |             |    |    |   |   |     |               |    |    |   |   |     |                 |    |    |   |
| P                              | Clubs            | J  | P  | V  |   | P  | Clubs       | J  | P  | V |   | P   | Clubs         | J  | P  | V |   | P   | Clubs           | J  | P  | V |
| 1.                             | SC Anderlechtois | 15 | 25 | 11 | X | 5. | FC Diest    | 15 | 19 | 8 | X | 9.  | FC Turnhout   | 15 | 14 | 4 | X | 13. | Daring CB       | 15 | 11 | 2 |
| 2.                             | Beringen FC      | 15 | 21 | 8  | X | 5. | FC Liégeois | 15 | 19 | 8 | X | 10. | Berchem Sport | 15 | 12 | 4 | X | 14. | FC Brugeois     | 15 | 10 | 3 |
| 2.                             | Standard CL      | 15 | 21 | 8  | X | 7. | Antwerp FC  | 15 | 16 | 5 | X | 11. | Lierse SK     | 15 | 12 | 3 | X | 15. | St-Truidense VV | 15 | 10 | 2 |
| 4.                             | Beerschot AC     | 15 | 20 | 8  | X | 8. | La Gantoise | 15 | 14 | 6 | X | 12. | CS Brugeois   | 15 | 11 | 4 | X | 16. | FC Malinois     | 15 | 5  | 1 |

#### Les Mauves confirment
Contrairement à la saison précédente, l'hiver ne perturbe pas le déroulement du championnat dont les journées sont disputées aux dates et heures prévues. Les six premières journées du second tour n'apportent pas de grands bouleversements dans le haut du classement. Anderlecht (35) confirme son leadership. Seul Beringen (30) tient la distance même s'il doit s'incliner à Diest (2-1). Par contre le Standard (27) est décramponné. Battu à Diest, puis St-Trond, les « Rouches » sont aussi défaits au FC Liégeois. C'est le Beerschot (28) qui se hisse en troisième position. Dans la lutte pour le maintien, la situation du FC Malinois (9) ne s'arrange guère alors que celle de Berchem Sport (12) s'aggrave. Les « Jaunes et Noirs » concèdent six défaites de rang. Le FC Brugeois (13) avec « 3 sur 12 » reste toujours menacé.
Lors de la 23e journée, le sommet « Beringen-Anderlecht » débouche sur un partage spectaculaire (3-3). Le Standard, tenu en échec au CS Brugeois (0-0), n'en profite pas. À l'autre bout de la grille, Berchem s'est secoué et a empoché deux victoires. Au-dessus du FC Malinois, sept clubs sont groupés sur trois unités.
| Positions le 23 février 1964 |                  |       |       |       |     |     |     |          |                                       |          |          |          |
| Top 6                        | Top 6            | Top 6 | Top 6 | Top 6 | ... | ... | ... | Bottom 6 | Bottom 6                              | Bottom 6 | Bottom 6 | Bottom 6 |
| P                            | Clubs            | J     | P     | V     |     |     |     | P        | Clubs                                 | J        | P        | V        |
| 1.                           | SC Anderlechtois | 23    | 38    | 15    | X   | ... | X   | 9.       | CS Brugeois Daring CB St-Truidense VV | 23       | 19       | 6        |
| 2.                           | Beringen FC      | 23    | 32    | 13    | X   | ... | X   | 12.      | FC Turnhout                           | 23       | 18       | 5        |
| 3.                           | Standard CL      | 23    | 30    | 12    | X   | ... | X   | 13.      | Lierse SK                             | 23       | 17       | 5        |
| 4.                           | Beerschot AC     | 23    | 30    | 11    | X   | ... | X   | 14.      | Berchem Sport                         | 23       | 16       | 6        |
| 4.                           | FC Liégeois      | 23    | 26    | 10    | X   | ... | X   | 15.      | FC Brugeois                           | 23       | 16       | 5        |
| 6.                           | Antwerp          | 23    | 26    | 9     | X   | ... | X   | 16.      | FC Malinois                           | 23       | 11       | 3        |

#### Affaire Turnhout, parfum de scandale
Le 1er mars 1964, la compétition connaît un premier rebondissement avec la défaite de Beringen à Turnhout (2-0). Pour le club campinois, cet exploit lui permet de grimper à 21 points et donc de s'éloigner sérieusement de la « zone rouge ». De son côté, Le leader anderlechtois partage (0-0) contre le Standard mais possède désormais sept unités d'avance sur son premier poursuivant. Une semaine plus tard, cette avance est passée à huit longueurs. Anderlecht s'est imposé (0-1) à St-Trond alors que Beringen est tenu en échec (1-1) au Mijnstadion par le CS Brugeois.
Mais les événements rebondissent le lundi 9 mars 1964 quand la direction de Beringen envoie une lettre officielle de plainte à l'URBSFA. Le « matricule 522 » accuse le FC Turnhout d'avoir corrompu ou tenter de corrompre des joueurs de Beringen. La fédération belge entame une enquête. Les classements successifs sont alors pris « au conditionnel ».
Lors de la 26e journée, Beringen fait la bonne affaire. Les Mineurs s'imposent (0-3) alors qu'Anderlecht est contraint au nul (1-1) par le Daring CB qui lutte dans le groupe de menacés en bas de classement. Pour Turnhout désormais nanti de 23 points, le maintien semble en bonne voie. Le « matricule 148 » qui est allé gagner au Daring (1-2), une semaine après sa victoire sur Beringen, prend un nouveau point contre le Standard (0-0).
Le 5 avril 1964, Anderlecht, qui a gagné (2-0) la veille contre le FC Liégeois est mathématiquement assuré de son 10e titre national, quand le Standard ne laisse aucune chance à Beringen (3-0). Les Mauves possède « 9 » points d'avance et il n'en reste que « 6 » à distribuer. Le verdict pendant du « Dossier Turnhout-Beringen » ne pourra plus rien changer, même si les Limbourgeois récupéraient deux points.

#### Huit clubs pour deux sièges basculants
Pour les trois dernières rencontres, le suspense ne concerne plus que l'attribution des places descendantes. Huit clubs, soit la moitié des engagés, sont menacés. Mais le « Club Malinois » ne peut plus espérer que forcer un test-match avec le premier sauvé, St-Trond.
| Positions le 5 avril 1964 soit AVANT que l'URBSFA ne rende son verdict dans le dossier « Turnhout-Beringen » |                                   |    |    |   |
| 9. | CS Brugeois Lierse SK FC Turnhout | 27 | 23 | 7 |
| 12. | FC Brugeois                       | 27 | 21 | 7 |
| 13. | Daring CB                         | 27 | 21 | 6 |
| 14. | St-Truidense VV                   | 27 | 20 | 6 |
| 15. | Berchem Sport                     | 27 | 19 | 7 |
| 16. | FC Malinois                       | 27 | 14 | 3 |

La 28e journée est fatale au FC Malinois. Malgré un partage (0-0) contre le FC Brugeois, le matricule 25 est mathématiquemant renvoyé en Division 2. À l'inverse, le Lierse qui a gagné (1-2) à Turnhout est sauvé. Berchem sport qui a battu le Standard (2-1) veut encore y croire puisque St-Trond a perdu (1-0) à Beringen.
Lors de l'avant-dernière journée, aucune décision ne tombe, au contraire les positions se resserrent en raison de résultats enregistrés. Berchem a obtenu un point à Diest (1-1), mais St-Trond a gagné (1-2) à La Gantoise.
| Positions le 19 avril 1964 soit AVANT que l'URBSFA ne rende son verdict dans le dossier « Turnhout-Beringen » |                             |    |    |   |
| 10. | CS Brugeois FC Turnhout     | 29 | 24 | 7 |
| 12. | Daring CB                   | 29 | 23 | 7 |
| 13. | Berchem Sport               | 29 | 22 | 8 |
| 14. | FC Brugeois St-Truidense VV | 29 | 22 | 7 |
| 16. | FC Malinois                 | 29 | 16 | 3 |

C'est lors de l'ultime journée que tout se décide en bas du tableau. En raison de la conjonction des résultats: victoire pour le CS Brugeois (contre Anderlecht), du FC Brugeois (au Lierse), du Daring (contre l'Antwerp) et de St-Trond (contre Diest), c'est Berchem Sport qui hérite de la deuxième place descendante après avoir été battu (1-2) par...Turnhout.

#### Turnhout sanctionné
La plainte introduite le 9 mars par Beringen et l'enquête de la fédération qui en découle débouchent sur la triste confirmation que les soupçons soulevés par les dirigeants du Mijnstadion sont fondés.
Les investigations de l'URBSFA révèlent qu'en date du 28 février 1964, deux membres de la direction du FC Turnhout, dont son président Jan Verbeek ont, par l'intermédiaire de Vic Verdonck, proposé de l'argent à Frans Gebruers, le gardien de Beringen, afin qu'il facilite la victoire du « matricule 148 » lors de la venue des « Mineurs » au Villapark. Verdonck, joueur de Diestet relation d'affaires de Verbeek, déclare aussi que la même somme de 40 000 FB (ca 1 000 €) aurait été versée au capitaine de Beringen Félix Geybels.
Avant la rencontre concernée, le 1er mars 1964, Gebruers aurait pris peur que la direction de Beringen ne fût au courant de la manœuvre et aurait voulu faire marche arrière. C'est Geybels qui l'aurait convaincu que la tricherie était sans risque.
La fédération belge a la main lourde. Les quatre personnes citées sont suspendues à vie, alors que les 40 000 francs reçus par Gebruers sont saisis. Le club de Turnhout qui avait assuré son maintien est renvoyé administrativement en Division 2. Berchem Sport (avant-dernier) est repêché,.
Le résultat de la rencontre « FC Turnhout-Beringen FC » (2-0) est transformé en victoire (0-5 forfait) au profit du club limbourgeois. Une décision annexe qui permet à Beringen de récupérer deux points et ainsi de « chiper » la deuxième place finale au Standard.
Pour rappel, le FC Turnhout, classé 3e de  Division 2 la saison précédente, avait été repêché et promu au mois d'août '63, après que Waterschei ait été puni à la suite d'un autre scandale de corruption.
Cette affaire porte un rude coup au « matricule 148 », dont l'entraîneur et figure emblématique Vic Stroybant démissionne. Un grand nombre de supporteurs tourne le dos à leur club qui ne reviendra jamais parmi l'élite nationale.

## Résultats et classement

### Résultats des rencontres
Avec seize clubs engagés, 240 matches sont au programme de la saison.
| Résultats (▼dom., ►ext.)                                   | AND | ANT | BEE | BSP | BER  | CSB | FCB | DAR | DIE | GAN | FCL | LIE | MAL | STA | STT | TUR |
| R. SC Anderlechtois                                        |     | 3-3 | 1-1 | 2-0 | 6-0  | 4-1 | 3-0 | 1-1 | 3-0 | 1-1 | 2-0 | 1-1 | 3-1 | 0-0 | 3-0 | 8-1 |
| R. Antwerp FC                                              | 2-1 |     | 1-1 | 2-1 | 0-3  | 3-1 | 0-1 | 4-0 | 1-0 | 1-1 | 1-0 | 1-1 | 2-1 | 1-1 | 1-1 | 3-1 |
| R. Beerschot AC                                            | 1-1 | 0-0 |     | 0-0 | 3-0  | 2-0 | 2-0 | 1-1 | 0-0 | 4-1 | 0-0 | 1-0 | 0-0 | 0-3 | 1-1 | 4-0 |
| R. Berchem Sport                                           | 2-3 | 1-0 | 1-4 |     | 1-3  | 2-1 | 2-1 | 0-3 | 1-2 | 3-2 | 2-0 | 0-0 | 1-0 | 2-1 | 1-1 | 0-2 |
| K. Beringen FC                                             | 3-3 | 3-0 | 2-0 | 3-0 |      | 1-1 | 1-0 | 1-0 | 0-0 | 5-0 | 2-2 | 1-0 | 0-0 | 2-0 | 1-0 | 0-0 |
| R. CS Brugeois                                             | 4-2 | 1-0 | 0-0 | 2-1 | 0-2  |     | 2-1 | 0-2 | 0-3 | 1-2 | 2-0 | 0-0 | 0-0 | 0-0 | 2-0 | 1-1 |
| R. FC Brugeois                                             | 0-5 | 1-3 | 0-3 | 2-1 | 1-1  | 1-1 |     | 4-1 | 1-1 | 1-2 | 1-0 | 2-1 | 2-0 | 1-3 | 4-0 | 0-0 |
| R. Daring CB                                               | 0-1 | 3-1 | 0-2 | 2-1 | 3-3  | 2-0 | 2-2 |     | 5-0 | 3-0 | 0-3 | 5-3 | 2-2 | 1-1 | 1-2 | 1-2 |
| K. FC Diest                                                | 0-3 | 0-1 | 6-5 | 1-1 | 2-1  | 4-0 | 3-1 | 1-1 |     | 2-1 | 3-1 | 0-3 | 2-1 | 4-0 | 1-0 | 3-0 |
| ARA La Gantoise                                            | 0-6 | 0-2 | 0-0 | 1-1 | 2-0  | 1-1 | 2-0 | 2-0 | 4-1 |     | 4-1 | 0-2 | 1-0 | 0-2 | 1-2 | 2-1 |
| R. FC Liégeois                                             | 3-1 | 1-0 | 1-0 | 2-1 | 1-2  | 3-0 | 2-1 | 2-0 | 1-1 | 2-0 |     | 2-1 | 3-0 | 1-0 | 4-1 | 2-0 |
| K. Lierse SK                                               | 0-2 | 1-1 | 1-4 | 0-2 | 1-2  | 0-0 | 0-3 | 3-1 | 0-0 | 1-1 | 2-0 |     | 0-0 | 5-1 | 3-2 | 4-0 |
| K. FC Malinois                                             | 0-2 | 2-3 | 1-4 | 0-0 | 0-1  | 1-1 | 0-0 | 4-0 | 0-2 | 1-3 | 0-2 | 2-0 |     | 0-3 | 2-0 | 0-0 |
| R. Standard CL                                             | 2-2 | 6-1 | 2-0 | 2-1 | 3-0  | 4-0 | 2-2 | 1-0 | 2-1 | 1-0 | 0-0 | 5-1 | 6-0 |     | 2-1 | 2-0 |
| K. Sint-Truidense VV                                       | 0-1 | 1-3 | 2-3 | 3-0 | 1-1  | 1-2 | 1-1 | 1-1 | 1-0 | 4-3 | 0-0 | 3-3 | 3-1 | 2-0 |     | 3-0 |
| K. FC Turnhout                                             | 1-3 | 1-1 | 1-1 | 4-0 | 0-5F | 0-1 | 3-0 | 0-0 | 1-0 | 2-0 | 0-0 | 1-2 | 1-1 | 2-2 | 2-0 |     |
| - Victoire à domicile - Match nul - Victoire à l'extérieur |     |     |     |     |      |     |     |     |     |     |     |     |     |     |     |     |

- La rencontre « FC Turnhout-Beringen FC » pour le compte de la 24e journée, s'est soldée par une victoire (2-0) de l'équipe locale. Mais à la suite d'un scandale de corruption (voir ci-dessus « Turnhout sanctionné »), la fédération transforme le résultat de ce match en forfait (0-5) au profit de club visiteur.

### Évolution du classement journée par journée

#### Leader du classement journée par journée
La « ligne du temps » ci-dessous renseigne le premier du classement « à la fin des journées effectives » et « ce chronologiquement par rapport au plus grand nombre de parties jouées ». Concrètement cela signifie l'équipe totalisant le plus de points quant au moins une formation a disputé le nombre de journées en question, que ce leader ait ou pas joué ce nombre de matches. Cela essentiellement en cas de remises partielles ou de rencontres décalées.
- En cas d'égalité de points et de victoires, le leader donné est l'équipe ayant la meilleure différence de buts, même si pour rappel ce critère n'est pas pris en compte pour départager les formations en cas de montée ou descente.

### Classement final
| Rang | Équipe               | Pts | J  | G  | N  | P  | Bp | Bc | Diff |
| ---- | -------------------- | --- | -- | -- | -- | -- | -- | -- | ---- |
| 1    | R. SC ANDERLECHTOIS  | 45  | 30 | 18 | 9  | 3  | 77 | 28 | +49  |
| 2    | K. Beringen FC       | 41  | 30 | 16 | 9  | 5  | 49 | 30 | +19  |
| 3    | R.Standard CL T      | 40  | 30 | 16 | 8  | 6  | 58 | 28 | +30  |
| 4    | R. Beerschot AC      | 37  | 30 | 12 | 13 | 5  | 47 | 26 | +21  |
| 5    | R. FC Liégeois       | 36  | 30 | 15 | 6  | 9  | 39 | 27 | +12  |
| 6    | R. Antwerp FC        | 35  | 30 | 13 | 9  | 8  | 42 | 38 | +4   |
| 7    | K. FC Diest          | 33  | 30 | 13 | 7  | 10 | 43 | 39 | +4   |
| 8    | ARA La Gantoise C    | 26  | 30 | 10 | 6  | 14 | 37 | 51 | -14  |
| 9    | K. Lierse SK         | 26  | 30 | 8  | 10 | 12 | 39 | 43 | -4   |
| 10   | R. CS Brugeois       | 26  | 30 | 8  | 10 | 12 | 25 | 43 | -18  |
| 11   | R. Daring CB         | 25  | 30 | 8  | 9  | 13 | 41 | 48 | -7   |
| 12   | R. FC Brugeois       | 24  | 30 | 8  | 8  | 14 | 35 | 48 | -13  |
| 13   | K. Sint-Truidense VV | 24  | 30 | 8  | 8  | 14 | 36 | 50 | -14  |
| 14   | K. FC Turnhout       | 24  | 30 | 7  | 10 | 13 | 28 | 50 | -22  |
| 15   | R. Berchem Sport     | 22  | 30 | 8  | 6  | 16 | 29 | 49 | -20  |
| 16   | K. FC Malinois       | 16  | 30 | 3  | 10 | 17 | 20 | 47 | -27  |

Légende
- Champion de Belgique 1964 et qualifié pour la « Coupe des clubs champions » la saison suivante
- Club qualifié pour la « Coupe des vainqueurs de coupe » pour la saison suivante
- Club inscrit en « Coupe des Villes de Foires » pour la saison suivante
- Club relégué pour la saison suivante
- Club rétrogradé administrativement pour la saison suivante

Abréviations
T : Tenant du titre 1962

C : Vainqueur de la Coupe de Belgique 1963-1964

 : club promu de « Division 2 » depuis la saison précédente

### Meilleurs buteurs
Paul Van Himst (R. SC Anderlechtois) est sacré meilleur buteur avec 26 goals. Il est le 41e joueur belge différent à terminer meilleur buteur de la plus haute division belge.

#### Classement des buteurs
Le tableau ci-dessous reprend les 16 meilleurs buteurs du championnat, soit les joueurs ayant inscrit dix buts ou plus durant la saison.
| #   | Pays | Joueur                | Club                | Buts | Matches joués |
| --- | ---- | --------------------- | ------------------- | ---- | ------------- |
| 1.  |      | Paul Van Himst        | R. SC Anderlechtois | 26   | 29            |
| 2.  |      | Roger Claessen        | R. Standard CL      | 20   | 18            |
| 3.  |      | Étienne Zaman         | R. Beerschot AC     | 19   | 30            |
| 4.  |      | Frans Vermeyen        | K. Lierse SK        | 16   | 24            |
| 5.  |      | Florent Bohez         | R. Antwerp FC       | 13   | 30            |
| 6.  |      | Theo Van de Velde     | R. Antwerp FC       | 12   | 27            |
| =.  |      | Julien Van Roosbroeck | K. FC Diest         | 12   | 28            |
| =.  |      | Johny Thio            | R. FC Brugeois      | 12   | 30            |
| 9.  |      | Jean-Marie Letawe     | R. FC Liégeois      | 11   | 25            |
| =.  |      | Jozef Van Camp        | K. FC Diest         | 11   | 25            |
| =.  |      | Karel Beyers          | R. Antwerp FC       | 11   | 28            |
| 12. |      | Victor Wégria         | R. FC Liégeois      | 10   | 19            |
| =.  |      | Jacques Stockman      | R. SC Anderlechtois | 10   | 23            |
| =.  |      | Roger Foulon          | R. Daring CB        | 10   | 27            |
| =.  |      | Eric Daels            | R. CS Brugeois      | 10   | 29            |
| =.  |      | Armand Peeters        | K. Beringen FC      | 10   | 29            |

## Parcours européens des clubs belges

### Parcours du Standard de Liège en Coupe des clubs champions
Le Standard déçoit et son parcours européen tourne court. Opposé au club suédois de l'IFK Norrköping, les champions de Belgique s'imposent de justesse (1-0, but de Louis Pilot). Mais lors du retour à l'Idrottsparken, les « Rouches » sont surpris par des réalisations des internationaux Ove Kindvall et Örjan Martinsson (2-0).

### Parcours en Coupe des Villes de Foires
Pour la première fois, deux clubs belges sont engagées en Coupe des Villes de Foires, La Gantoise et le R. FC Liégeois. Pour les premiers, l'aventure tourne court. Opposés au premier tour aux allemands du 1. FC Cologne, qui compte dans ses rangs des joueurs comme Wolfgang Overath, ils sont éliminés d'entrée après une défaite en déplacement (3-1) et un partage à domicile (1-1).
Les liégeois héritent d'un meilleur tirage et éliminent au premier tour les Luxembourgeois  de l'Aris Bonnevoie (victoire 0-2 à Luxembourg et partage 0-0 à domicile). En huitièmes de finale, ils rencontrent les Anglais d'Arsenal. Après un match nul, un but partout, en déplacement à Highbury, ils réalisent l'exploit et s'imposent 3-1 au Stade Vélodrome de Rocourt avec des buts de Victor Wégria, Gérard Sulon et Claude Croté. En quarts de finale, le club liégeois affronte l'équipe tchécoslovaque du TJ Spartak ZJS Brno. Les deux équipes s'imposent à domicile sur le même score (2-0) et disputent alors un test-match sur le terrain de Brno, où Liège s'impose 0-1 grâce à un but de Sulon.
La belle aventure s'arrête au stade des demi-finales pour le R. FC Liégeois. Opposé au Real Saragosse, ils l'emportent 1-0 à domicile sur un but de Victor Wégria mais s'inclinent 2-1 au match retour. Les buts inscrits en déplacement n'étant pas encore prépondérants à l'époque, un match d'appui est joué sur le terrain de Saragosse quelques jours plus tard et voit la victoire des espagnols (2-0). 

## Récapitulatif de la saison
- Champion : R. SC Anderlechtois (10e titre)
- Deuxième équipe à remporter dix titres de champion de Belgique
- 32e titre pour la province de Brabant.

| Région flamande (11)            | Région flamande (11) | Province de Brabant (3)      | Province de Brabant (3) | Région wallonne (2)    | Région wallonne (2) |
| ------------------------------- | -------------------- | ---------------------------- | ----------------------- | ---------------------- | ------------------- |
| Province d'Anvers               | 6                    | Région de Bruxelles-Capitale | 2                       | Province de Hainaut    | 0                   |
| Province de Flandre-Occidentale | 2                    | Province du Brabant flamand  | 1                       | Province de Liège      | 2                   |
| Province de Flandre-Orientale   | 1                    | Province du Brabant wallon   | 0                       | Province de Luxembourg | 0                   |
| Province de Limbourg            | 2                    |                              |                         | Province de Namur      | 0                   |

1. ↑  Au niveau footballistique, la province de Brabant est toujours unitaire malgré sa partition territoriale en 1995.

### Admission et relégation
Le Football Club Malinois et le FC Turnhout, soit les deux promus, sont relégués en « Division 2 ». Ils sont remplacés par l'Union Saint-Gilloise et Tilleur. Pour Turnhout, il s'agit d'une sanction administrative à la suite d'une tentative de corruption durant la saison.

### Coupe d'Europe des Nations
La deuxième édition se déroule encore avec des rencontres par matches aller et retour à élimination directe. La phase finale a lieu en Espagne qui s'impose chez elle.
Cette fois, les « Diables Rouges » sont inscrits, mais ils sont éliminés dès le premier tour par la Yougoslavie.

### Bilan de la saison
| Championnat de Belgique de football 1963-1964 |                                           |
| Champion                                      | R. SC Anderlechtois (10e titre)           |
| Dauphin                                       | K. Beringen FC                            |
| Coupes et trophées                            |                                           |
| Vainqueur de la Coupe de Belgique 1963-1964   | ARA La Gantoise                           |
| Qualifications continentales                  |                                           |
| Coupe des clubs champions européens 1964-1965 | R. SC Anderlechtois (Seizièmes de finale) |
| Coupe des vainqueurs de coupe 1964-1965       | ARA La Gantoise (1er tour)                |
| Coupe des villes de foires 1964-1965          | R. FC Liégeois (1er tour)                 |
| Coupe des villes de foires 1964-1965          | R. Antwerp FC (1er tour)                  |
| Coupe des villes de foires 1964-1965          | Union Saint-Gilloise SR (1er tour)        |
| Promotions et relégations                     |                                           |
| Promus en Division 1                          | Union Saint-Gilloise SR                   |
| Promus en Division 1                          | R. Tilleur FC                             |
| Relégués en Division 2                        | K. FC Malinois                            |
| Relégués en Division 2                        | K. FC Turnhout                            |